# Federico Longás Torres
Frederico Longás Torres (Barcelona, 18 juli 1893 – Santiago, 17 juni 1968) was een Spaans componist en pianist.

## Levensloop
Longás Torres studeerde bij Enrique Granados en Joaquim Malats Miarons in Barcelona. Hij werkte als internationaal erkende pianist en componist. Hij was gehuwd met de zangeres Margaret Salvi, met wie hij enige tijd in Parijs leefde. Longás begeleidde op talrijke optredens ook de sopraan Conchita Badia. Vanaf 1940 vestigde hij zich in New York en jaren later vertrok hij naar het Chileense Santiago. Als componist schreef hij werken voor orkest, maar vooral liederen, een operette en een aantal werken voor piano. Hij overleed in 1968 in zijn woonplaats Santiago.

## Composities

### Werken voor orkest
- 1941 Bolero ritmico - bewerkt door Felix Guenther
- Concert, voor piano en orkest
- Concert espagñol, voor piano en orkest
- Concert, voor viool en orkest

### Werken voor harmonieorkest
- 1941 Bolero ritmico - bewerkt door Paul Yoder

### Muziektheater

#### Operettes
| Voltooid in | titel              | aktes | première | libretto        |
| ----------- | ------------------ | ----- | -------- | --------------- |
| 1944        | La reina del Ariel |       |          | Gabriel de Lara |

### Vocale muziek

#### Liederen
- 1919 Once Lieders (11 liederen), voor zangstem en piano
  1. Madrigal - tekst: R. Campoamor
  2. Sols es per tú - tekst: van de componist
  3. Cançó d'amor - tekst: Claudi Romeu
  4. Les Flors i la Donzella - tekst: J. Arús
  5. Melangia Vespral - tekst: Marçal Olivar
  6. Pasional - tekst: Marçal Olivar
  7. Dintre mon cor t'he fet un níu... - tekst: Marçal Olivar
  8. ¡Oh Triste, triste, etait mon Âme! - tekst: Paul Verlaine
  9. Quand ton sourire me surprit - tekst: Paul Verlaine
  10. Nocturne - tekst: Jean Lahor
  11. Chi potesse ridir quanto lamai - tekst: Lorenzo Stecchetti
- 1926 La guinda, voor tenor en orkest - tekst: Pedro Mata (1875-1946)
- 1926 Preludio: En la montaña, voor zangstem en piano - tekst: Eduardo Marquina
- 1926 ¡Sevilla de mis recuerdos!, voor zangstem en piano - tekst: Alberto García Vicente
- 1926 Muñequita, voor tenor en orkest - tekst: Manuel Zaragoza
- 1927 Dolor de amar, voor sopraan en piano - tekst: Víctor Gabirondo Sarabia
- 1927 La piel de mi amada, voor tenor en orkest - tekst: Pedro Mata
- 1927 ¡Sevillana!, voor zangstem en piano - tekst: Justino Ochoa
- 1928 Tes yeux, voor zangstem en piano - tekst: René Rabey
- 1929 Luna castillana, canción romanza voor zangstem en piano - tekst: Tito Schipa, Edward Rose
- 1930 Canción de cuna, voor zangstem en piano
- 1930 Gitana, voor zangstem en piano - tekst: Justino Ochoa
- 1930 Cuatro canciones españolas, voor zangstem en piano - tekst: Justino Ochoa
  1. Saetas
  2. Cantaora
  3. Canción de cuna
  4. Bailaora[2]
- 1933 Deux melodies, voor zangstem en piano - tekst: André de Badet
  1. Sans un mot
  2. Pres de l'etanc - habanera chantée
- 1934 En Effeuillant la Marguerite, voor zangstem en orkest - tekst: André de Badet
- 1934 La maison qui nous abrite, voor zangstem en piano - tekst: André de Badet
- 1938 Ruda, voor zangstem en piano - tekst: Renato Seccia
- 1939 Ay, mi Morena, voor zangstem en piano - tekst: Luis Sagi Vela
- 1941 Cantame una cancion de amor, voor zangstem en piano - tekst: Raul Costa Oliveri
- 1942 Duermete - canción de cuna, voor zangstem en piano - tekst: Carmen Moreno de Flores
- 1942 El piropo : canción española, voor zangstem en orkest - tekst: Justino Ochoa
- 1942 La flor, voor zangstem en piano - tekst: Alejandro Flores Agüero
- 1944 Hymn of the Cardinal Newman College, voor zangstem en piano - tekst: Gabriel de Lara
- 1944 Canción, voor zangstem en piano - tekst: Gabriel de Lara
- 1946 Dime, Corazon, langzame wals voor zangstem en piano - tekst: Washington Espejo
- Cançó de traginers, voor tenor en orkest - tekst: Josep M. de Sagarra (1894-1961)
- Cielo Azul, Beguine voor zangstem en orkest - tekst: Luis Sagi Vela
- Lavandera, voor zangstem en piano - tekst: Luis de Góngora y Argote
- Ronda - Round the Noria, voor zangstem en piano
- Una cançó teiseire, voor zangstem en piano - tekst: Miguel Saperas (1898-1978)

### Kamermuziek
- 1936 Deux petites danses espagnoles, voor viool en piano 
  1. Malagueña
  2. Sevillana
- 1940 Octobre Paradis, voor viool en piano

### Werken voor piano
- 1929 Two words
- 1930 Recuerdo - opgedragen aan José Iturbi Báguena
- 1931 Habanera
- 1935 Aragón - opgedragen aan: Vladimir Horowitz
- 1935 Trois petites pièces Espagnoles
  1. Sieste Andalouse
  2. Guajira (Danse Andalouse)
  3. Jota (Danse aragonaise)
- 1938 Catalana - an impression of Spain
- 1939 Bolero ritmico
- 1947 Jota aragonesa, voor 2 piano's
- Danzas Ibéricas
- Jota
- Valses cortos